# Emmanuel Françoise
Emmanuel Françoise (* 8. Juni 1987 in Metz) ist ein ehemaliger französischer Fußballspieler.

## Karriere
Françoise spielte bis 2008 für seinen Heimatklub FC Metz. Dort kam er am 22. Dezember 2007 im Auswärtsspiel beim FC Lorient (0:2) zu seinem einzigen Einsatz in der ersten französischen Liga, als er in der 61. Minute für Abdoulaye Baldé eingewechselt wurde. Danach spielte er für die zweite Mannschaft des damaligen deutschen Zweitligisten 1. FC Kaiserslautern sowie beim luxemburgischen Erstligisten F91 Düdelingen. Für letzteren Verein spielte er unter anderem zweimal in der Champions-League-Qualifikation 2009/10 gegen den FK Ventspils. Von 2010 bis 2013 stand er beim unterklassigen belgischen Klub CS Visé unter Vertrag. Nach einer Saison bei US Cremonese in Italien wechselte Françoise 2014 zurück in die luxemburgische BGL Ligue zu Fola Esch. 2015 gewann er mit dem Verein die nationale Meisterschaft.
2017 wechselte Françoise von Fola Esch zu FC Progrès Niederkorn. Nach dem Spiel seines alten Vereins gegen Düdelingen am 14. Mai 2017 war er positiv auf die Einnahme von Doping getestet worden. Progrès teilte dazu mit, dass Françoise Asthmatiker sei und vor dem Spiel das Medikament Terbutalin eingenommen habe, das seit dem 1. Januar 2017 auf der Liste der verbotenen Substanzen steht. Er habe dieses jedoch nicht zur Leistungssteigerung, sondern aus rein medizinischen Gründen eingenommen.
Wegen dieses Vergehens wurde er nicht gesperrt, sondern nur verwarnt.
Gegen dieses Urteil kündigte die Luxemburger Anti-Doping-Agentur (Alad) Berufung an. Ein Verhandlungstermin stand zu Beginn der Saison 2017/18 noch nicht fest. Zur Saison 2020/21 wechselte Françoise dann weiter zum Erstliga-Aufsteiger Swift Hesperingen. Wiederum nur ein Jahr später schloss er sich dem Ligarivalen RFC Union Luxemburg an und gewann auf Anhieb den nationalen Pokal. Im Sommer 2023 beendete er dort auch seine aktive Karriere. 

## Erfolge
- Luxemburgischer Meister: 2015
- Luxemburgischer Pokalsieger: 2022